# Angelo Dundee

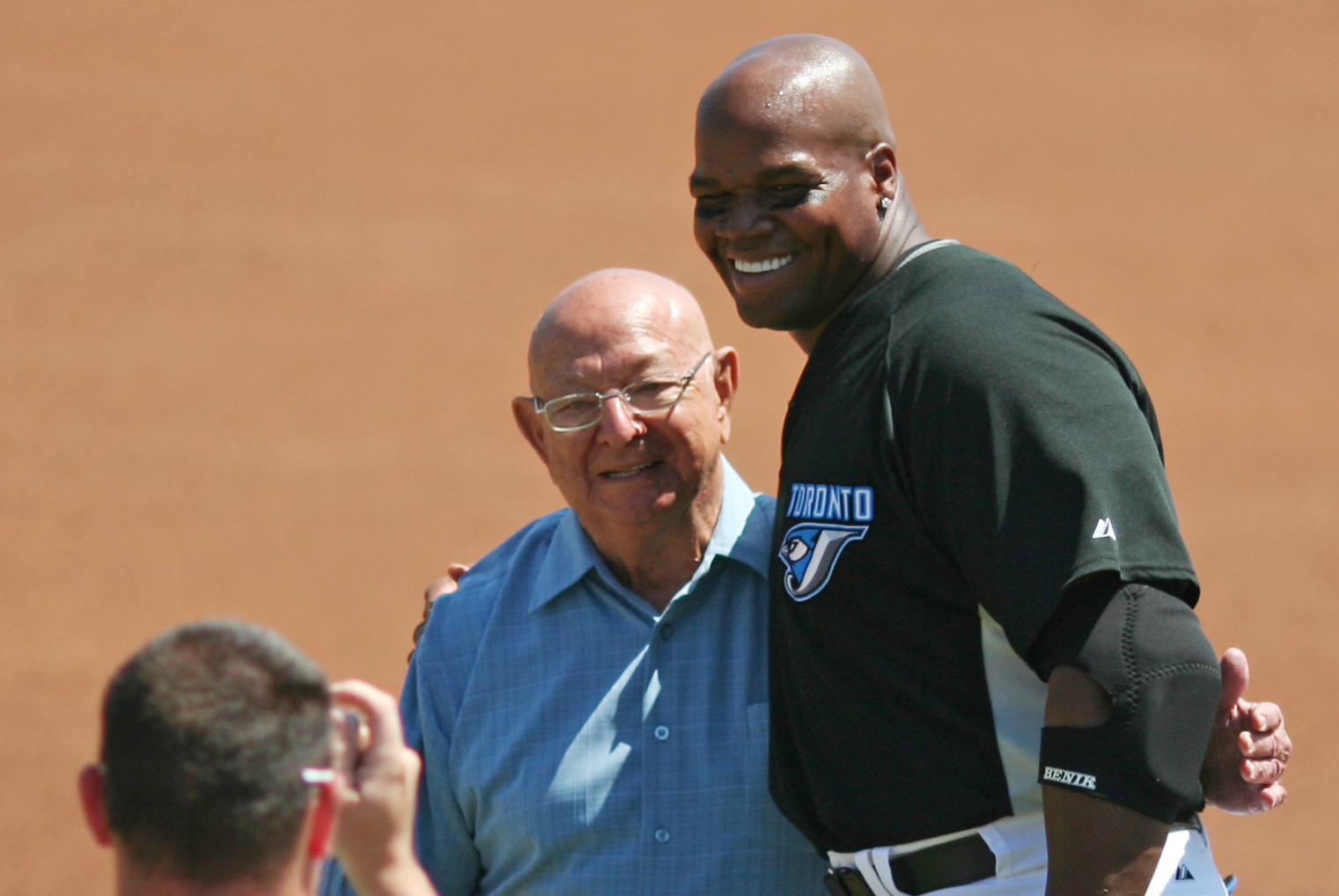
Dundee em 2008

Angelo Mirena, nome de batismo de Angelo Dundee (Filadélfia, 30 de agosto de 1921 — Tampa, 1 de fevereiro de 2012), foi um técnico esportivo estadunidense.
Dundee foi técnico do pugilista Muhammad Ali e outros campeões mundiais, como: Sugar Ray Leonard, George Foreman, Jimmy Ellis, Carmen Basilio, Willie Pastrano e também do brasileiro José Adilson Rodrigues dos Santos (Maguila) .